# Силвио Марић
Силвио Марић (Загреб, 20. март 1975) је хрватски фудбалски тренер и бивши фудбалер. Играо је на позицији офанзивног везног играча.

## Успеси
Динамо Загреб
- Прва лига Хрватске (6) : 1992/93,[4] 1995/96,[5] 1996/97,[6] 1997/98,[7] 2002/03,[8] 2005/06.[9]
- Куп Хрватске (5)  : 1993/94[10], 1995/96,[11] 1996/97,[12] 1997/98,[13] 2001/02.[14]
- Суперкуп Хрватске  (1) : 2002.[15]

 Порто
- Куп Португалије  (1) : 200/01.[16]

 Панатинаикос
- Суперлига Грчке (1) : 2003/04.[17]
- Куп Грчке (1) : 2003/04.[18]

 Хрватска
- Светско првенство у фудбалу:  1998.[19]

Појединачни
- Државна награда за спорт Фрањо Бучар: 1998.[20]
- Орден Хрватског преплета: 1998.[21]